# Ночь живых мертвецов: Начало
Ночь живых мертвецов: Начало (англ. Night of the Living Dead 3D: Re-Animation) — американский комедийный фильм ужасов 2011 года, поставленный режиссёром Джефф Бродстритом как приквел к фильму Ночь живых мертвецов 3D. В главных ролях снимались Эндрю Дивофф и Джеффри Комбс.

## Сюжет
Джеральд Товар, владелец похоронного бюро, получает деньги от фармацевтических компаний, закапывая токсичные медицинские отходы вместе с трупами. Однажды мертвецы поднимаются из могил, и Джеральду приходится заручиться поддержкой своего непутёвого братца Гарольда. Вдвоём им придётся сразиться с ордами зомби, среди которых их восставший из мёртвых отец.

## В ролях
| Актёр         | Роль                   |
| ------------- | ---------------------- |
| Эндрю Дивофф  | Джеральд Товар-младший |
| Джеффри Комбс | Гарольд Товар          |
| Сара Ливинг   | Кристи Форрест         |
| Денис Дафф    | Сестра Сара            |
| Скотт Томсон  | Вернер Готтшок         |